# Aspö socken, Blekinge
Aspö socken i Blekinge ingick i Medelstads härad, uppgick 1952 i Karlskrona stad och området ingår sedan 1971 i Karlskrona kommun och motsvarar från 2016 Aspö distrikt i Blekinge län.
Socknens areal är 8 kvadratkilometer, bestående av huvudön Aspö samt mindre kobbar och skär. År 2000 fanns här 452 invånare. Tätorten Drottningskär med Drottningskärs kastell ligger på öns östra sida och Aspö kyrka på västra sidan.

## Administrativ historik
1 maj 1888 bildades denna socken genom en utbrytning ur Nättraby socken och samtidigt bildades Aspö församling för att ansvara för de kyrkliga frågorna och ansvaret för de borgerliga frågorna fördes till den nybildade Hasslö och Aspö landskommun. 1926 delades den gemensamma landskommunen och Aspö landskommun bildades då för denna socken. Denna i sin tur inkorporerades 1952 i Karlskrona stad som 1971 blev en del av Karlskrona kommun.
1 januari 2016 inrättades distriktet Aspö, med samma omfattning som församlingen hade 1999/2000.
Socknen har tillhört fögderier och domsagor enligt Medelstads härad. Fram till mitten av 1700-talet delades Aspö vad gäller jordeboken så att Augerums socken hade den östra halvdelen av ön och Nättraby socken den västra.
Socken indelades fram till 1901 i tre båtsmanshåll, vars båtsmän tillhörde Blekinges 2:a båtsmanskompani.

## Geografi
Aspö socken omfattar den skogrika Aspön, samt några mindre obebodda kobbar och skär.

## Fornminnen
Inga fornlämningar är kända.

## Namnet
Namnet (Aspöö 1583), taget från ön, innehåller i förledet ordet asp.

## Befolkningsutveckling
| Befolkningsutvecklingen i Aspö socken, Blekinge 1890–1990    | Befolkningsutvecklingen i Aspö socken, Blekinge 1890–1990 | Befolkningsutvecklingen i Aspö socken, Blekinge 1890–1990 | Befolkningsutvecklingen i Aspö socken, Blekinge 1890–1990 | Befolkningsutvecklingen i Aspö socken, Blekinge 1890–1990 |
| ------------------------------------------------------------ | --------------------------------------------------------- | --------------------------------------------------------- | --------------------------------------------------------- | --------------------------------------------------------- |
|                                                              |                                                           |                                                           |                                                           |                                                           |
| År                                                           |                                                           |                                                           | Folkmängd                                                 |                                                           |
| 1890                                                         | 1890                                                      |                                                           | 726                                                       |                                                           |
| 1900                                                         | 1900                                                      |                                                           | 848                                                       |                                                           |
| 1910                                                         | 1910                                                      |                                                           | 952                                                       |                                                           |
| 1920                                                         | 1920                                                      |                                                           | 974                                                       |                                                           |
| 1930                                                         | 1930                                                      |                                                           | 1 007                                                     |                                                           |
| 1940                                                         | 1940                                                      |                                                           | 865                                                       |                                                           |
| 1950                                                         | 1950                                                      |                                                           | 751                                                       |                                                           |
| 1960                                                         | 1960                                                      |                                                           | 578                                                       |                                                           |
| 1970                                                         | 1970                                                      |                                                           | 373                                                       |                                                           |
| 1980                                                         | 1980                                                      |                                                           | 440                                                       |                                                           |
| 1990                                                         | 1990                                                      |                                                           | 543                                                       |                                                           |
| Anm: Källor: Demografiska databasen, CEDAR, Umeå universitet |                                                           |                                                           |                                                           |                                                           |

### Fotnoter
1. 1 2 3  Svensk Uppslagsbok Aspö socken
2. ↑  Harlén, Hans; Harlén Eivy (2003). Sverige från A till Ö: geografisk-historisk uppslagsbok. Stockholm: Kommentus. Libris 9337075. ISBN 91-7345-139-8
3. ↑  ”Församlingar”. Statistiska centralbyrån. https://www.scb.se/hitta-statistik/regional-statistik-och-kartor/regionala-indelningar/forsamlingar/. Läst 30 december 2022.
4. ↑  "Ostkanten" om Blekinge och Södra Möres båtsmän
5. 1 2  Sjögren, Otto (1932). Sverige geografisk beskrivning del 3 Blekinge, Kristianstads, Malmöhus och Hallands län samt staden Göteborg. Stockholm: Wahlström & Widstrand. Libris 9940
6. 1 2 3  Nationalencyklopedin
7. ↑  Fornminnesregistret, Riksantikvarieämbetet: Aspö socken, Blekinge Fornminnen i socknen erhålls på kartan genom att skriva in sockennamn (utan "socken") i "Ange geografiskt område"